# Carmen Álvarez Lorenzo
Carmen Álvarez Lorenzo, nacida en Santiago de Compostela en  1970, es una farmacéutica, y académica  especializada en el campo de los nuevos sistemas poliméricos para aplicaciones farmacéuticas y biomédicas.

## Trayectoria
Carmen Álvarez es licenciada y doctora  en Farmacia por la Universidad de Santiago de Compostela.  Realizó una estadía entre 1998 y 2001 en el Departamento de Física y Centro para Ciencia e Ingeniería de Materiales en el Instituto Tecnológico de Massachusetts (MIT). Posteriormente, se incorporó cómo investigadora del Programa Ramón y Cajal al Departamento de Farmacia y Tecnología Farmacéutica de la USC, en el que es profesora desde el 2007 y catedrática desde octubre del 2020.
Realiza su labor investigadora en el grupo I+DFarma, siendo coautora de numerosos artículos en revistas indexadas, comunicaciones a congresos, dos libros y 17 patentes. Es miembro de consorcios europeos orientados al diseño de nuevos sistemas de administración de fármacos para enfermedades oculares y a sistemas trampa para células tumorales. Recientemente fue nominada fellow de la asociación American Institute for Medical and Biological Engineering (AIMBE).
Participa activamente en actividades de aportación de la ciencia  (Campus de Verano de la FECYT) y para personas mayores  a través del Cuarto Ciclo. Además de coordinar el maestrazgo Interuniversitario en Nanociencia y Nanotecnología.
Carmen Álvarez Lorenzo es académica de número de la Real Academia de Farmacia de Galicia y ha sido distinguida con diversos premios.  Entre ellos  la medalla Ánxeles Alvariño González, de la sección de Biología y Ciencias de la Salud de la Real Academia Gallega de Ciencias.